# Tatranská Javorina
Tatranská Javorina és un poble i municipi d'Eslovàquia. Es troba a la regió de Prešov, al nord del país.

## Història
La primera referència escrita de la vila data del 1320.

## Demografia
| Godina             | 1994 | 2004   | 2014   | 2024    |
| ------------------ | ---- | ------ | ------ | ------- |
| Nombre de persones | 213  | 232    | 219    | 169     |
| Diferència         |      | +8,92% | −5,60% | −22,83% |

| Godina             | 2023 | 2024   |
| ------------------ | ---- | ------ |
| Nombre de persones | 173  | 169    |
| Diferència         |      | −2,31% |